# Egger Group
Die Egger Holzwerkstoffe GmbH (Eigenschreibweise: EGGER) ist die Konzernobergesellschaft der Egger-Group, einem österreichischen Hersteller von Span- und Faserplatten mit Hauptsitz in St. Johann in Tirol.
Zur Gruppe gehören 22 Werke in elf Ländern.
Das Unternehmen steht im Eigentum der Brüder Michael und Fritz Egger.

## Geschichte
Die Firma Egger wurde 1961 von dem Sägewerksbesitzer Fritz Egger sen. (1922–1982) gegründet. 1961 erfolgte die Inbetriebnahme der ersten Spanplattenanlage in St. Johann in Tirol, in der Resthölzer verarbeitet wurden.
Es folgten die Übernahme des Dünnspanplattenwerkes in Wörgl 1966 und die Inbetriebnahme eines Spanplattenwerkes in Unterradlberg 1970.
1984 wurde in St. Johann von der Firma Siempelkamp für Egger eine der ersten modernen Contiroll-Spanplattenanlagen erbaut.
Durch Übernahmen vorhandener Standorte, später auch durch Neubauten, expandierte Egger in den 1980er und 1990er Jahren nach Großbritannien, Deutschland und Frankreich. Die erste Akquisition dieser Art war die 1984 erfolgte Übernahme eines Spanplattenwerkes der Weyroc Ltd.  im britischen Hexham. 1989 übernahm Egger den deutschen Schichtstoffproduzenten Dekoflex Kunststoffe GmbH & Co. KG in Gifhorn und erweiterte damit sein Produktspektrum auf Schichtstoffe. 1993 entstand am Stammsitz in St. Johann das erste Möbelfertigteilewerk des Unternehmens; 1995 ging in St. Johann die erste Laminatfußbodenanlage in Betrieb.
In den 1990er Jahren wurden weitere deutsche Standorte neu gebaut bzw. übernommen: 1990 in Brilon, 1994 wurde das Möbelfertigteilewerk der Firma Otte in Bünde übernommen, 1995 ein Werk für Dünn-MDF-Platten in Bevern und 1999 das Beschichtungswerk der Firma Hagedorn in Marienmünster. Ebenfalls 1999 ging das Werk in Wismar in Betrieb.
1998 baute die Firma ein Rohspanplattenwerk in Barony (Schottland). Durch Übernahme des Spanplattenherstellers Rol Déko in Rion-des-Landes expandierte Egger 1994 nach Frankreich; 2000 wurde der Span- und Dekorplattenherstellers Pannovosges in Rambervillers übernommen.
2005 und 2008 wurden Produktionsstandorte im russischen Schuja und im rumänischen Rădăuți neu errichtet. 2010 wurde der Kantenhersteller Roma Plastik im türkischen Gebze erworben, 2011 ein Spanplattenwerk im russischen Gagarin.
2017 erwarb Egger durch die Übernahme eines Span- und MDF-Plattenwerks in Concordia, Argentinien den ersten Produktionsstandort außerhalb Europas. 2019 ging ein neu errichtetes Werk für rohe und beschichtete Spanplatten im polnischen Biskupiec in Betrieb.
Das 20. Egger Werk nahm 2020 im US-amerikanischen Lexington, North Carolina die Produktion auf.
Im Dezember 2022 gab Egger bekannt, 60 % der SAIB S.p.a. im italienischen Caorso erworben zu haben. Das SAIB-Werk ist damit das 21. Werk der Egger Group, wird aber weiterhin als SAIB S.p.a. geführt.
Im September 2023 wurde die Übernahme des Rauch-Spanplattenwerkes in Markt Bibart bekannt gegeben und im Oktober 2023 vollzogen.

## Geschäftstätigkeit
Das Unternehmen verarbeitet Holz aus Waldwirtschaft, Sägeabfälle von holzverarbeitenden Unternehmen sowie Altholz überwiegend zu rohen und veredelten Span- und Faserplatten, die über Vertriebsbüros und Handelspartner in über 90 Ländern vermarktet werden.

### Produkte
Die Produktpalette umfasst Holzwerkstoffe (Span- und Faserplatten und -formteile, Laminate) sowie Schnittholz.
Egger fertigt Spanplatten, mitteldichte Faserplatten (MDF-Platten), hochdichte Faserplatten (HDF-Platten), Grobspanplatten (OSB-Platten) sowie verschiedene Verbundplatten (z. B. Eurolight-Leichtbauplatten aus Dünnspanplatten mit Wabenkern aus Karton, OSB-MDF-Verbundplatten), alle jeweils roh oder mit unterschiedlichen Materialien beschichtet.
Der Produktbereich „Dekorative Produkte“ umfasst neben beschichteten und unbeschichteten Span- und Faserplatten auch Halbfertigprodukte wie Kanten, Fensterbänke, Arbeitsplatten und Nischenrückwände sowie Möbelfertigteile.
Im Bereich „Fußboden“ werden holzbasierte Laminat- und Kork-Laminatböden und entsprechendes Zubehör (Sockelleisten, Bodenprofile, Unterlagen, Reparatur- und Reinigungsprodukte) angeboten.
Das Sortiment im Bereich „Bauprodukte“ umfasst OSB-Platten, diffusionsoffene Faserplatten sowie Schnittholz für den Rohbau und Innenausbau.

## Kartellabsprachen
Das Bundeskartellamt verhängte 2011 Geldbußen in Höhe von rund 42 Millionen Euro wegen Preisabsprachen zwischen vier Herstellern von Holzprodukten, darunter Glunz, Pfleiderer, Kronoply sowie dem Spanplattenwerk der Rauch Möbelwerke, welches 2023 an die Egger Gruppe verkauft wurde. Egger wurde eine Strafe aufgrund der Bonusregelung erlassen.
Wegen Preis- und anderer Marktabsprachen beim Holzeinkauf im Zeitraum zwischen 2011 und 2016 wurden Anfang des Jahres 2021 insgesamt 31 Unternehmen der Holzindustrie von der rumänischen Wettbewerbsbehörde mit Bußgeldern belegt. Dreizehn Unternehmen schlossen einen Vergleich mit der Behörde, darunter die Egger-Tochter Egger Romania S.R.L sowie Töchter der österreichischen Holzkonzerne HS Timber Group (früher Holzindustrie Schweighofer) und Kronospan. In der Folge mussten die Unternehmen Strafen in Höhe von mehreren Millionen Euro zahlen.
Im Jahr 2022 kam es in Rumänien zu einer Razzia, bei der 146 Hausdurchsuchungen durchgeführt wurden, unter anderem auch im rumänischen Egger Werk in Radauti. Anlass waren Geschäfte mit illegal geschlägertem Holz, Steuerhinterziehung, Geldwäsche sowie Unterschlagung.